# 尖叫旅社：變形怪獸
是一部2022年美國電腦動畫怪物喜劇電影。該片為2018年電影《尖叫旅社3：怪獸假期》的續集、「尖叫旅社系列」的第四部電影，由珍妮佛·克魯斯卡和德瑞克·卓瑪共同執導，格恩迪·塔塔科夫斯基編劇。布萊恩·赫爾、安迪·山伯格和賽琳娜·戈梅茲擔任主要配音員。
《尖叫旅社：變形怪獸》原定2021年10月1日在美國上映。2021年8月，宣佈本片取消院線上映，改2022年1月14日直接在Amazon Prime Video全球上線（不包括中國大陸），2022年4月3日在中国上映。電影與前三作同樣獲得褒貶不一的評價，影評家主要批評這是過度仰仗特許經營權的消耗，內容毫無新意且貧乏無味。

## 配音員
| 配音                           | 配音   | 配音   | 配音     | 配音             | 角色                                                 |
| 美國                           | 台灣   | 香港   | 中国大陆 | 中国大陆         | 角色                                                 |
| 美國                           | 台灣   | 香港   | 公映版本 | Amazon Prime版本 | 角色                                                 |
| ------------------------------ | ------ | ------ | -------- | ---------------- | ---------------------------------------------------- |
| 布萊恩·赫爾                    | 劉明勳 | 黃文偉 | 赵铭洲   | 王天昊           | 德古拉（Dracula）                                    |
| 安迪·山伯格                    | 宥勝   | 盧富泰 | 陈子平   | 陶有量           | 強尼·洛格倫（Johnny Loughran）                       |
| 賽琳娜·戈梅茲                  | 吳貴竹 | 麥紫筠 | 阎么么   | 王大可           | 梅菲絲（Mavis）                                      |
| 凱薩琳·哈恩                    | 林凱羚 | 顧詠雪 | 雪萌     |                  | 艾莉卡·凡赫辛（Ericka Van Helsing）                  |
| 基根-麥可·奇                   | 陳彥鈞 | 林澤群 | 高增志   |                  | 莫瑞（Murray）                                       |
| 史蒂夫·布希密                  | 楊少文 | 關信培 | 尹立泽   |                  | 維恩（Wayne）                                        |
| 大衛·史派德                    | 劉傑   | 高翰文 | 凌振赫   |                  | 格瑞芬（Griffin）                                    |
| 艾許·布林克夫                  | 吳宇鳴 | 關善雲 | 张伯雍   |                  | 丹尼斯·德古拉-洛格倫（Dennis Dracula-Loughran）      |
| 法蘭·德瑞雪                    | 姜瑰瑾 | 蘇青鳳 | 林兰     |                  | 尤妮斯（Eunice）                                     |
| 布萊德·阿布萊爾（Brad Abrell） | 石班瑜 | 陳旭恆 | 杨默     |                  | 科學怪人（Frankenstein）                             |
| 吉姆·加菲根                    | 符爽   | 李建良 | 张遥函   |                  | 亞伯拉罕·凡赫辛教授（Professor Abraham Van Helsing） |
| 茉莉·珊隆                      | 魏晶琦 | 劉淑儀 | 杨希     |                  | 溫達（Wanda）                                        |

## 製作
2019年2月26日，索尼動畫宣佈正在開發《尖叫旅社4》。2019年10月4日，確認格恩迪·塔塔科夫斯基不會回歸執導電影。2020年9月17日，宣佈《尖叫旅社2》及《尖叫旅社3：怪獸假期》的分鏡師珍妮佛·克魯斯卡以及《海綿寶寶》和《探險活寶》的製作人德瑞克·卓瑪將擔任《尖叫旅社4》的導演，而塔塔科夫斯基撰寫劇本。2021年4月9日，公佈正式片名為《Hotel Transylvania: Transformania》。

## 發行
《尖叫旅社4》由索尼影視娛樂原定於2021年10月1日在美國上映。2021年8月16日，索尼影視娛樂宣佈本片取消院線上映，改為直接在Amazon Prime Video上線。此前，上映日期曾定於2021年8月6日、2021年12月22日以及2021年7月23日。2021年10月，電影於2022年1月14日上線。2022年4月3日，影片在中国大陆上映。

### 評價
本片發行後的整體評價褒貶不一，爛番茄根據79條評論，本片獲得49%的新鮮度，平均得分5.2／10，觀眾投票獲得44%的分數，平均得分為3／5，網站影評家共識寫道：「《尖叫旅社：變形怪獸》與隨後的三部電影非常相似，是一部中等家庭觀影——相對而言沒有痛苦，但總體而言相當乏味。」。在Metacritic上，電影獲得46分。